# Mentofuran
El mentofuran és un compost orgànic que es troba en una varietat d'olis essencials incloent el de poliol. És altament tòxic i es creu que és la toxina principal del poliol, responsable dels seus efectes potencialment fatals. Després de la ingestió de mentofuran, s'activa metabòlicament als intermedis químicament reactius que són hepatotòxics.
El metofuran es produeix biosintèticament a partir de la pulegona per l'enzim mentofuran sintasa.

## Síntesi
El mentofuran es va sintetitzar a partir del 5-metilciclohexano-1,3-diona i del bromur d'al·lenildimetilsulfoni en dues etapes mitjançant una nova estratègia de furanulació consistent en l'addició d'enolats i reordenació.